# Kleine muskaatduif
De kleine muskaatduif (Ducula radiata) is een vogel uit de familie der Columbidae (Duiven en tortelduiven).

## Verspreiding en leefgebied
Deze soort is endemisch op het Indonesische eiland Sulawesi.